# Вержавск
Вержа́вск — исчезнувший город Смоленского княжества.
Впервые упоминается в 1136 году в Уставной грамоте смоленского князя Ростислава. Судя по упоминающемся в грамоте размеру десятины (1000 гривен серебра с погостов и 30 с города), уплачиваемой городом, Вержавск по своим размерам и экономической мощи уступал только Смоленску. Город стоял на одном из волоков знаменитого пути «из варяг в греки», из неподалёку расположенной реки Гобза (приток Каспли) суда перетаскивались в Хмость (приток Днепра).
Впервые город был разорён литовскими войсками в начале XVI века. Окончательно исчез уже в первой половине XVII века.
Городище расположено на территории Воробьёвского сельского поселения Демидовского района Смоленской области, в районе озёр Ржавец и Поганое, на правом берегу Гобзы, в 600 м западнее деревни Городище.
Городище открыто краеведом В. М. Гавриленковым, который активно изучал курганные группы и древнее городище в национальном парке «Смоленское Поозерье». Затем исследования продолжили В. В. Седов и Л. В. Алексеев. Овальная площадка (100 × 45 м) городища была обнесена валом. Вал имел высоту не менее 2,2 м и был сооружён одновременно с возникновением поселения. Культурный слой мощностью до 1 м содержит материалы XII—XIII вв. Вещей послемонгольского времени на городище не обнаружено. К городищу примыкал неукреплённый посад площадью 0,2—0,3 га, в лесу располагался курганный могильник (в 1960 году насчитывалось около 40 насыпей).